# 트럭 운전사

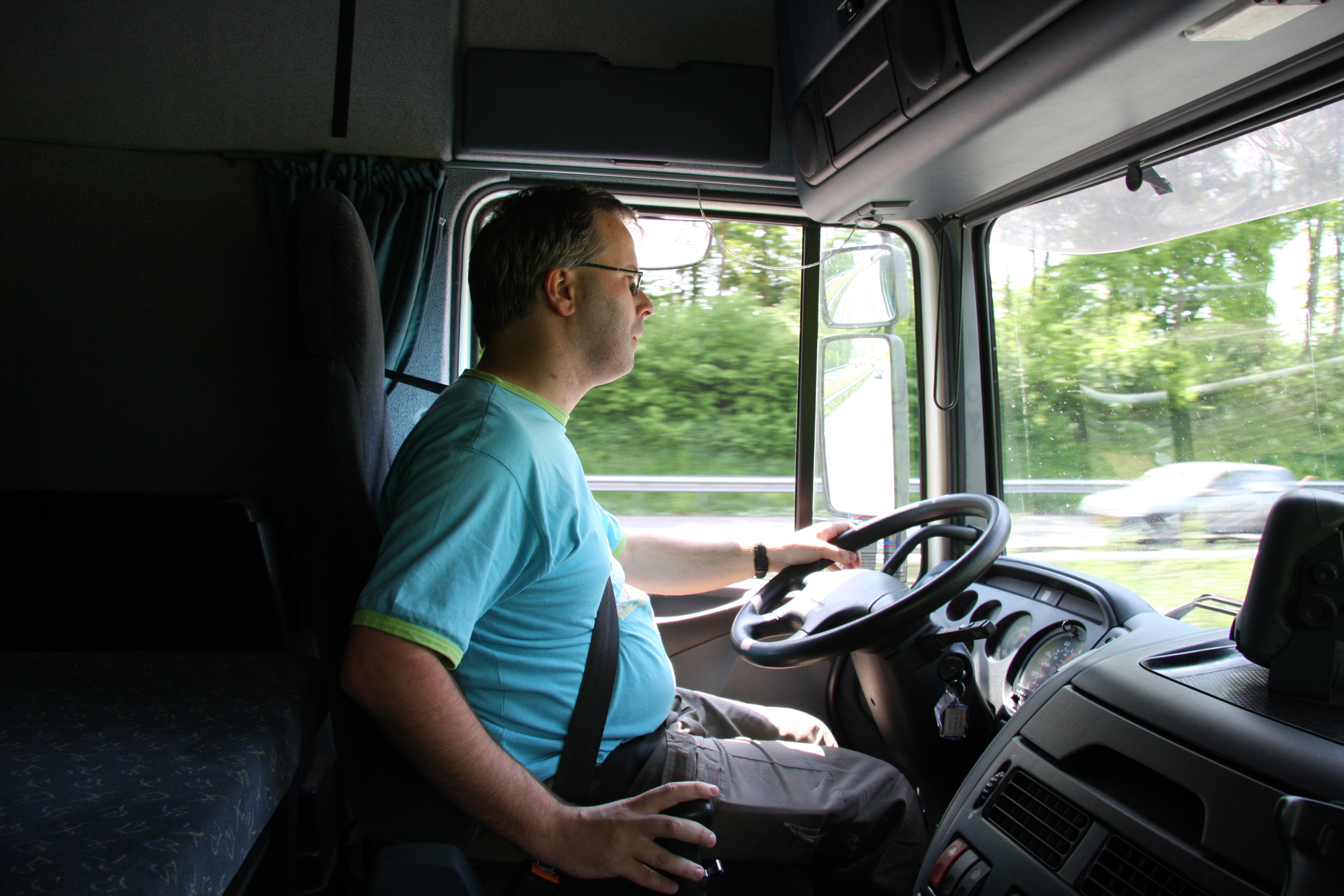
네덜란드에서 세미트럭을 운전하는 트럭 운전사

트럭 운전사(미국과 캐나다에서는 일반적으로 트럭 운전사, 팀스터 또는 운전사로 불리며, 호주와 뉴질랜드에서는 트러키, 영국, 아일랜드 및 유럽 연합에서는 HGV 운전사, 영국, 아일랜드, 인도, 네팔, 파키스탄, 말레이시아 및 싱가포르에서는 화물차 운전사 또는 운전사로 불림)는 일반적으로 대형 화물차(LGV) 또는 중형 화물차(HGV)(일반적으로 세미트럭, 박스 트럭, 또는 덤프 트럭)로 정의되는 트럭의 운전사로 생계를 유지하는 사람이다.

## 직무 및 기능
트럭 운전사는 공업화된 사회에 필수적인 서비스를 제공하는데, 이는 육로를 통해 완제품 재화와 원자재를 운송하며, 일반적으로 제조 공장, 소매 (상업), 유통 센터를 오간다. 트럭 운전사는 기계적인 문제나 안전 운행과 관련된 문제에 대해 차량을 점검할 책임이 있다. 운전사/영업 사원과 같은 다른 직무는 판매, 청소, 준비, 접대(예: 요리, 따뜻한 음료 만들기) 및 고객 서비스와 같은 추가 서비스를 완료하는 책임도 있다. 트럭 운전사는 선적물을 싣고 내리는 것을 돕는 창고 직원 및 창고 작업자와 긴밀히 협력한다.

## 같이 보기
- 호송